# Dubovce
Dubovce es un municipio del distrito de Skalica en la región de Trnava, Eslovaquia, con una población estimada a final del año 2024 de 623 habitantes.
Se encuentra ubicado al norte de la región, en los pequeños Cárpatos y cerca del río Morava (cuenca hidrográfica del Danubio) y de la frontera con la República Checa.

## Demografía
| Año        | 1994 | 2004    | 2014    | 2024    |
| ---------- | ---- | ------- | ------- | ------- |
| Población  | 655  | 675     | 639     | 623     |
| Diferencia |      | +3,05 % | −5,33 % | −2,50 % |

| Año        | 2023 | 2024    |
| ---------- | ---- | ------- |
| Población  | 621  | 623     |
| Diferencia |      | +0,32 % |